# Nalgonda
Nalgonda (en hindi: नल्गोंडा जिला ) es una localidad de la India, centro administrativo del distrito de Nalgonda, estado de Telangana.

## Geografía
Se encuentra a una altitud de 230 m s. n. m. a 105 km de la capital estatal, Hyderabad, en la zona horaria UTC +5:30.

## Demografía
Según estimación 2010 contaba con una población de 135 618 habitantes.